# Église de l'Assomption de Vitry-sur-Loire
L'église de l'Assomption de Vitry-sur-Loire est une église située sur le territoire de la commune de Vitry-sur-Loire dans le département français de Saône-et-Loire et la région Bourgogne-Franche-Comté.

## Historique
Elle fait l'objet d'une inscription au titre des monuments historiques depuis le 31 août 1936.